# John Ross Robertson
John Ross Robertson, kanadski novinar, časnikar, politik in filantrop, * 28. december 1841, Toronto, Ontario, Kanada, † 31. maj 1918, Toronto, Ontario, Kanada. 
Rodil se je v Torontu, Johnu Robertsonu in Margaret Sinclair. Šolal se je v zasebni srednji šoli v Torontu Upper Canada College, na kateri je že kot mladenič začel izdajati časnika Young Canada (Mlada Kanada) in The Grumbler (Godrnjač). Drugi časnik, Godrnjač je bil bolj satirične narave. 
V Torontu se je zaposlil kot novinar in nato mestni urednik za The Globe, a je The Globe zapustil in leta 1866 ustanovil The Telegraph. Ta časnik je kmalu nehal izhajati, Robertson pa je kot novinar za The Globe odšel v Anglijo. V Toronto se je vrnil leta 1876 in zagnal časnik Toronto Evening Telegram, ki je postal glasilo delavskega konzervativnega rezreda iz Toronta. 
Leta 1896 je bil na volilnem območju Toronto East izvoljen v spodnji dom Kanadskega parlamenta, premagal je konzervativca Emersona Coatswortha. Leta 1900 ni ponovno kandidiral na volitvah. 
Robertson se je usmerjal tudi v šport. Bil je goreč zagovornik amaterskega športa in je od 1899 do 1905 deloval kot predsednik hokejske lige Ontario Hockey Association. Njegovi napori, da bi hokej na ledu obranil pred profesionalizmom, so mu pridali vzdevek »oče amaterskega hokeja v Ontariu«. Med svojim mandatom predsednika lige OHA je uspel postaviti pravila, ki so opredelila profesionalizem v hokeju na ledu. Predvsem se je naprezal, da bi hokej na ledu zaščitil pred naraščajočim nasiljem, tako na ledeni ploskvi kot zunaj nje. Robertson je daroval srebrne pokale amaterskim hokejskim, kriket in bowling tekmovanjem. Pokalna lovorika lige Ontario Hockey League se imenuje J. Ross Robertson Cup in se še danes podeljuje. Leta 1947 je bil sprejet v Hokejski hram slavnih lige NHL. 
V oporoki je zapustil veliko knjižno zbirko Javni knjižnici Toronto, ustanovil otroški dom in namenil visoko rento bolnišnici za bolne otroke iz Toronta. Osnovna šola John Ross Robertson Public School se imenuje po njem, nahaja se na naslovu 130 Glengrove Avenue West, Toronto. 